# 양파 소스

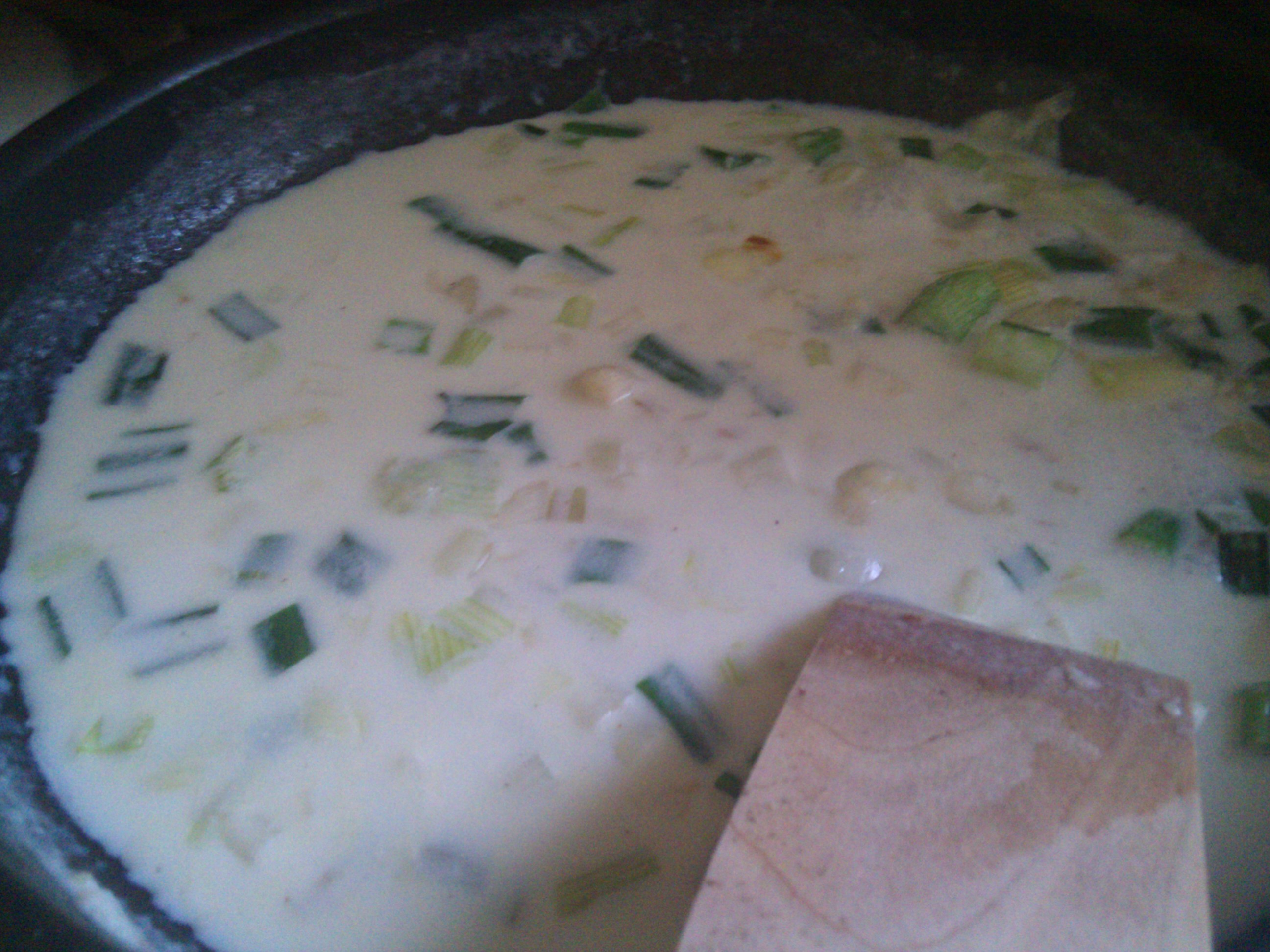
햇감자를 위해 준비되는 양파 소스

양파 소스는 양파를 주재료로 사용하는 요리 소스이다. 일부 양파 소스는 여러 종류의 양파를 사용하여 준비될 수 있다. 어떤 양파 소스는 갈색이고, 다른 것들은 흰색이다.
양파 소스를 준비하는 데에는 크림, 우유, 버터, 닭 육수, 와인, 포르투 포도주, 맥주, 레몬즙, 밀가루, 소금, 후추, 카이엔 페퍼, 육두구, 건조 겨자, 세이지 및 기타 허브, 버섯 케첩, 빵가루, 베이컨 등 다양한 재료가 사용될 수 있다. 준비는 일반적으로 양파를 썰거나 깍둑썰기한 다음 조리하고, 추가 재료를 넣은 다음 혼합물을 계속 조리하거나 끓여서 소스를 만드는 과정을 포함한다. 일부 준비는 양파를 갈색이 될 때까지 튀기는 반면, 다른 준비는 양파를 갈색으로 만들지 않는다.
양파 소스는 감자와 완두콩, 돼지고기, 오리고기, 토끼고기, 양고기 등 고기와 송아지 간과 같은 간 등 여러 음식에 곁들일 수 있다. 빵가루로 준비된 양파 소스는 소로 사용될 수 있으며, 거위와 같은 다양한 가금류 요리에 사용될 수 있다.
프랑스 요리에서는 수비즈 소스가 잘 알려진 양파 소스이다.
세볼라다는 양파를 주재료로 하여 준비되는 포르투갈 요리의 양파 스튜, 양파 소스 또는 페이스트이다. 여러 포르투갈 요리에 사용된다.
뉴욕에서는 사브렛 핫도그가 사브렛 어니언스 인 소스(Sabrett Onions in Sauce)라고 불리는 붉은 토마토 기반의 양파 소스와 관련되어 있다. 이는 많은 사브렛 브랜드 핫도그 카트에서 표준 양념이다.

## 같이 보기
- 양파 수프
- 양파 요리 목록
- 소스 목록
- 양파 그레이비